# Ana María Martínez Colón
Ana María Martínez Colón (San Juan, 1971) és una soprano porto-riquenya.
Filla de la cantant d'òpera porto-riquenya Evangelína Colón i el cubà psicoanalista Ángel Martínez, els seus avis eren originaris d'Espanya i França, i van emigrar a les illes del Carib. Va estudiar a Juilliard School y va perfeccionar a la Houston Grand Opera Es va casar amb el tenor Chad Shelton el 2000 i van tenir un fill. Es van divorciar set anys més tard.
El 20 de febrer de 2016 va participar en concert inaugural del 60è aniversari del Festival Casals de Puerto Rico amb les obres de Manuel de Falla "El Retaule de Maese Pedro" i de Carlo Menoti "moro perquè no moro". L'11 de març de 2016, Martínez va cantar l'Ave María i el rèquiem Pie Jesu durant els funerals privats de la Primera dama Nancy Reagan.

## Premis
Martínez ha guanyat el premi Pepita Embil, Operalia, i el primer premi al guardó 'Eleanor McCollum. Va guanyar un Grammy llatí el 2001 per l'àlbum clàssic d'Isaac Albéniz Merlin, amb Carlos Álvarez, Plácido Domingo, Jane Henschel, el director José de Eusebio i la Orquesta Sinfónica de Madrid.

## Discografia
- Glass: La Belle et la Bête, Nonesuch, 1995
- Sheng: The Song of Majnun – A Persian Romeo and Juliet, Delos, 1997
- Albéniz: Merlin, Decca, 2000
- Glass: Symphony No. 5, Nonesuch, 2000
- Bacalov: Misa Tango, Deutsche Grammophon, 2000
- American Dream: Andrea Bocelli's Statue of Liberty Concert, (TV/DVD) WNET/THIRTEEN, 2000
- Glass: Philip on Film, (Box Set) Nonesuch, 2001
- Rodrigo: 100 Años – La Obra Vocal, I y II, EMI, 2002
- Rodrigo: 100 Años – La Obra Vocal, IV y V, EMI, 2002
- Introducing the World of American Jewish Music for the Milken Archive of American Jewish Music, Naxos Records, 2003
- Castelnuovo – Tedesco: Naomi & Ruth, Naxos, 2003
- Spanish Night from the Berlin Waldbühne, (DVD) amb Plácido Domingo i Sarah Chang, Naxos, 2003
- Albéniz: Henry Clifford, Decca, 2003
- Catan: Florencia en el Amazonas, Albany Records, 2003
- Levy: Masada (Canto de Los Marranos) for the Milken Archive of American Jewish Music, Naxos, 2004
- Weisgall: T’Kiatot Rituals for Rosh Hashana, Naxos, 2004
- Soprano Songs and Arias: Ana María Martínez, Naxos, 2005
- American Classics – Beveridge/Marriner for the Milken Archive of American Jewish Music, Naxos, 2005
- Mercurio: Many Voices, Sony, 2006
- Mozart: Così fan tutte, (DVD) Decca, 2007
- Leoncavallo: Pagliacci, Decca, 2007
- Amor, Vida de mi Vida, (DVD) amb Plácido Domingo, Euroarts, 2009
- Dvorak: Rusalka, Glyndebourne, 2010
- One Night in Central Park amb Andrea Bocelli (TV/DVD/CD) WNET / THIRTEEN, 2011
- Manon Lescaut amb Andrea Bocelli, Plácido Domingo conducting, Decca 2014